# Reggenza di Buleleng
La Reggenza di Buleleng (in indonesiano Kabupaten Buleleng, balinese: Kabupatén Buléléng) è una reggenza (kabupaten) dell'Indonesia situata nella provincia di Bali. La popolazione di Buleleng nel 2023 sarà di 826.740 persone. Il reggente di Buleleng è attualmente detenuto da I Madé Edi Daŕmawan. Buleleng è abitata da molti nativi balinesi, Bali Aga soprattutto nella parte orientale di Buleleng, sono addirittura la maggioranza in diversi sottodistretti il numero a Buleleng raggiunge le 50mila.

## Reggente
Attualmente Il reggente di Buleleng è attualmente detenuto da I Madé Edi Daŕmawan continua a vincere le elezioni nel 2024, sarà il suo ultimo giorno in carica ma la gente di Buleleng lo sta ancora noi

### Performance e opinioni pubbliche del governo di sig Madé
Il reggente di Buleleng continuò la costruzione del volo ngurah rai ed era ben noto alla popolazione locale è anche amichevole, ai nativi balinesi, cioè Bali Aga furono date case gratuite vengono abolite le tasse, ogni domenica viene fornita l'assistenza sociale. ammirava e sostiene la cultura balinese. Alcune confessioni del suo popolo sono state subito spiegate da I Madé Diversi testimoni oculari hanno espresso il parere di essere molto contenti di avere un reggente come il signor Madè, come spiegato da I Madé Meŕta, lei ha ammesso che era felice con lui e avrebbe continuato a sceglierlo anche È pronto a manifestare per sostenere Madè. Secondo I Komang Sétiawan, in quanto cittadino Buleleng, l'amore della gente Buleleng per lui non può essere separato dalla sua gentilezza.